# Tecmo Bowl Throwback
Tecmo Bowl Throwback é um jogo eletrônico de futebol americano desenvolvido pela Southend Interactive e publicado pela Tecmo lançado em 2010 para Xbox Live Arcade (Xbox 360) e PlayStation Network (PlayStation 3. O jogo é uma releitura do Tecmo Super Bowl lançado originalmente para SNES em 1993, mas com a possibilidade de jogar com gráficos em 2D ou em 3D, modo online e editor de times e jogadores.